# Hiroka Yaginuma
Hiroka Yaginuma (Kōriyama, 23 de septiembre de 1981) es un luchadora profesional japonesa. Es conocida por su trabajo en la promoción de lucha libre profesional mexicana Consejo Mundial de Lucha Libre (CMLL). Yaginuma ha trabajado bajo los nombres de Hiroka Yaginuma y «Raven Hiroka», pero ahora se le conoce simplemente como Hiroka. Ella es una exposeedora del Campeonato Mundial Femenil del CMLL. Yaginuma está casada con el Mini-Estrella mexicano Pequeño Damián 666 quien también trabaja para CMLL.

## Carrera en la lucha libre profesional
Hiroka Yaginuma se entrenó con Mima Shimoda y Shinobu Kandori antes de hacer su debut en la lucha libre profesional, y luego recibiría entrenamiento adicional de José Luis Feliciano y El Hijo del Gladiador cuando comenzó a trabajar para el Consejo Mundial de Lucha Libre (CMLL) en México.  Yaginuma hizo su debut el 18 de septiembre de 2002 y trabajó inicialmente en su Japón natal.  En 2005, comenzó a trabajar regularmente para la promoción de lucha libre mexicana CMLL mientras se mudaba de Japón a México para vivir.  Inicialmente luchó bajo su nombre completo, pero luego lo cambió a «Raven Hiroka» y más tarde simplemente a «Hiroka». El 9 de junio de 2006, Hiroka derrotó a Marcela para ganar el Campeonato Mundial Femenil del CMLL en la Ciudad de México. Durante los siguientes seis meses Hiroka defendería con éxito el campeonato contra Marcela en varias ocasiones, India Sioux, Dark Angel y Lady Apache. El 13 de octubre de 2006, Hiroka derrotó a Lady Apache en una Lucha de Apuestas, obligando a Lady Apache a afeitarse la cabellera después del combate. Dos meses después, el 25 de diciembre de 2006, Lady Apache obtuvo una medida de venganza al ganar el título femenil del CMLL de manos de Hiroka.
En septiembre de 2009 Hiroka formó un grupo rudo (villano) llamado Las Zorras junto con Princesa Sujei y Princesa Blanca.
Yaginuma está casada con el Mini-Estrella mexicano  Pequeño Damián 666 quien también trabaja para CMLL. La pareja abrió una tienda de mascotas en la Ciudad de México en marzo de 2010. En junio de 2010, Hiroka anunció que se retiraría de la lucha libre para centrarse en tener un hijo.

## Campeonatos y logros
- Consejo Mundial de Lucha Libre
  - Campeonato Mundial Femenil del CMLL (1 vez) [2]

## Récord deLuchas de Apuestas
| Ganadora (apuesta) | Perdedora (apuesta)     | Ubicación        | Evento       | Fecha                 | Notas |
| ------------------ | ----------------------- | ---------------- | ------------ | --------------------- | ----- |
| Hiroka (cabellera) | Lady Apache (cabellera) | Ciudad de México | Show de CMLL | 13 de octubre de 2006 | [ 3 ] |